# Султанова, Марьям Тимербулатовна
Марьям Тимербулатовна Султанова (тат. Мәрьям Тимербулат кызы Солтанова 1859 — март 1928) — мусульманский религиозный, общественный деятель, меценат, из княжеско-мурзинского рода симбирских татар Акчуриных.

## Биография
Окончила Казанскую женскую гимназию.
В конце XIX века в Уфе, в принадлежавшем ей доме,
Марьям Султанова открыла школу-приют для татарских девочек, в котором обучение было бесплатным.
С момента избрания в январе 1908 года по 1914 год — Марьям Тимербулатовна являлась председателем Уфимского мусульманского дамского общества.  
Дамское общество оказывало материальную помощь и приюту для престарелых мужчин и мальчиков-магометан (он располагался по улице Воскресенской, 54).
Марьям Тимербулатовна также оказывала посильную помощь учебным заведениям города Уфы и губернии.
Умерла в Москве в марте 1928 года.

## Память
- Дом Марьям Тимербулатовны в городе Уфе, находящийся по адресу: улица Тукаева, 33 — является памятником архитектуры. На нём сохранился вензель с инициалами Марьям Султановой — «МС»[4].
- Именем Марьям Султановой ныне названо медресе ДУМ РБ в Уфе, по улице Мустая Карима, 3.

## Семья
Отец — Тимербулат Курамшевич Акчурин. Происходил из рода известных в Симбирской губернии потомственных купцов, предпринимателей. Получив в наследство суконную фабрику, в 1891 г. создал “Товарищество Старо-Тимошкинской суконной мануфактуры Акчуриных на базе Гурьевской (Карсунский уезд) и Самайкинской (Сызранский уезд) фабрик. В г. Сызрани расположились склады суконной фабрики Т.К. Акчурина на ул. Саратовской (ул. Челюскинцев) вблизи Московско-Казанской железной дороги. В 1895 г. на базе Гурьевской и Самайкинской фабрик было создано “Торгово-промышленное товарищество Тимербулата Акчурина”, которое являлось крупнейшим поставщиком сукна для русской армии. Избирался гласным Симбирской думы, был присяжным заседателем по г. Симбирску и Симбирскому уезду. Во время голода в январе 1881 года он открыл бесплатную столовую для малоимущих в д. Старое Тимошкино. Ежедневно в ней питались от 150 до 320 человек. В годы русско-японской войны при Гурьевской фабрике Т. Акчурин открыл больницу для лечения больных и раненых.  Т.К. Акчурин был удостоен золотой правительственной медали “За усердие”.
Муж (в браке с 1886 года) — Арслангали Мухамедьярович Султанов (1862—1908). Штабс-ротмистр из башкирского дворянского рода Султановых, сын муфтия Оренбургского магометанского духовного собрания М. М. Султанова. Окончил Оренбургский Неплюевский кадетский корпус, а 1894 году — 2-е Константиновское военное училище в Санкт-Петербурге. Арслангали Султанов являлся гласным Уфимской городской думы, присяжным поверенным Уфимского окружного суда. С 1905 года избран предводителем Стерлитамакского уездного дворянства. Совместно с супругой занимался благотворительной деятельностью, стал одним из учредителей Уфимского попечительского комитета о бедных мусульманах. Получил звание Почётного мирового судьи. Детей не было.
Супруги открыли бесплатную школу-приют для девочек-сирот, в которой воспитанниц обучали приглашенные Марьям Тимербулатовной учительницы-мусульманки. Обучение велось как светским, так и религиозным дисциплинам. Школа существовала вплоть до 1917 г. После смерти мужа в 1908 г. Марьям Султанова в своем доме по улице Спасской, 1  (ныне — Новомостовая), подаренным отцом в качестве приданого, открыла приют для девочек-сирот.